# Lefipania
Lefipania (лат.) — род вымерших цветковых растений неясного систематического положения, росших во время верхнемеловой эпохи на территории Южного полушария. Включает единственный вид — Lefipania padillae.

## Этимология
Родовое название было дано в честь формации Лефипана, где была обнаружена окаменелость.

## История исследования
Род был описан Камилой Мартинес, Марией А. Гандольфо и Н. Рубен Кунео в 2018 году по окаменелому листу, обнаруженному в маастрихтских отложениях формации Лефипана, Чубут, Патагония, Аргентина.

## Палеоареал
Lefipania была широко распространена во всем Южном полушарии во время верхнемеловой эпохи, чему мог благоприятствовать тёплый климат. 